# 伊瓦尼夫希納
50°9′30″N 28°4′59″E / 50.15833°N 28.08306°E
伊瓦尼夫希納（烏克蘭語：Іванівщина），是烏克蘭北部的村莊，隸屬日托米爾州的日托米爾區。該村始建於1920年，面積0.03平方公里，海拔高度222米，2001年人口46。